# 野蛮会议
野蛮会议（Savage Diet），即1514年匈牙利贵族在镇压乔治·多沙起义后召开的国会。会上通过的决议规定：农民不得自由迁徙，不加限制地增加农民的赋税和劳役；农民不得携带武器，违者处以死刑。
由于其条款对农民及其强横，故称“野蛮会议”。